# ヘドバとダビデ
ヘドバとダビデ（HEDVA ＆ DAVID／ヘブライ語: חדוה ודוד）は、イスラエルの歌手グループ。
二人はイスラエル軍の音楽隊で知り合い、退役後の1965年にデュオグループとしてプロデビューし、ファースト・アルバム『二人のフォーク歌手（מעלה דודי פטימר）』に収録されたグルジア（現・ジョージア）のフォークソング「ゴーゴリ・ゴーゴリ（גוגולי גוגולי）」が話題を集めた。
1970年、世界47ヶ国の代表が出場した第1回東京国際歌謡音楽祭（翌年から世界歌謡祭に改称）にイスラエル代表として出場し、ヘブライ語の楽曲「ANI HOLEM AL NAOMI（ヘブライ語: אני חולם על נעמי；英語：I Dream of Naomi）」を歌いグランプリを受賞。その後、二人が一週間東京に滞在している間に日本語の詞を付けレコーディングし、翌年1月25日、「ナオミの夢」のタイトルで発売、大ヒットした。1970年代後半に解散。

## メンバー
- ヘドバ・アムラニ （חדוה עמרני, Hedva Amrani 1944年3月24日 - ）（ヘブライ語版）　
  - 女性。イスラエル生まれ。祖父母はイエメンからの移民。解散後はヨーロッパを中心にソロ歌手として活躍。医師ダドリー・ダノフと結婚。現在はアメリカ在住。
- ダビデ・タル（דוד טל,  David Rosenthal 1942年2月24日 - 1999年）（ヘブライ語版）　
  - 男性。ロシア人の父とポーランド人の母の間にフランスで生まれる。後に心臓病により死去。

## ディスコグラフィー （日本で発売されたもの）

### シングル
- 哀愁のイエルサレム（ヘブライ語版、英語版）（1967年）　イスラエル民謡／作詞・再構成：ナオミ・シェメル[2]
  - B面のみ。A面はラリー・アドラーによる同曲のハーモニカ演奏。
  - イスラエルで制作されたラリー・アドラーとの共作LP[3]の収録曲。
- ナオミの夢（1971年1月25日発売）　訳詞：片桐和子／作曲：デビッド・クリボシェ（ヘブライ語版）／編曲：馬飼野俊一[4][5]
  - 元々はイスラエルのコーヒーのCMソングとして作られたが、出来が良かったため音楽祭に参加してみたところグランプリを受賞。
  - タイトルの「ナオミ」は旧約聖書にも登場する欧米ではポピュラーな女性の名前で、ヘブライ語で「幸せ」や「和み」を意味する。
  - B面には原曲のオリジナル・ヘブライ語版「אני חולם על נעמי；（ANI HOLEM AL NAOMI）」（作詞：ティルザー・アタール）が収録されている。
  - イスラエル本国では「בואו נטייל（散歩に行こう）」のB面として発売された[6]。
  - 英語ヴァージョンも制作されてドイツやオーストリア、スペインで発売されている。ベーシック・トラックはヘブライ語版と同じで、少しステレオ感が広がっている。
- 幸せは夢でなく（1971年5月1日発売）　作詞：Ehud Manor／作曲：Nurit Hirsh[7] c/w イフ・ユー・ステイ
  - イスラエルでは伝承歌のように親しまれているが、日本でシングル発売された音源は、イスラエル観光局がアメリカ向けに展開したキャンペーンのイメージソングとして制作されたもの[8]。
  - シングル・バージョンはヘブライ語バージョンに3コーラス目に英語によるナレーションをダビングしたもの。
  - LP『イスラエルのこころ』には1コーラス目がヘブライ語で、2コーラス目が片桐和子の訳詞による日本語詞のバージョンを収録。
- 朝もやのなか（1971年10月25日発売）　作詞：門間裕／作曲：木森敏之[9] c/w 地球は回るよ
- おとなの不思議な世界（1972年）　作詞：David Black, David Frasheski／訳詞：安井かずみ／作曲：Shaike Paikov[10][11]
「ヘドバとダビデとキャロライン洋子」名義 c/w サンライズ・サンセット
- 二人だけの夢（1974年） c/w 二人だけの夢（ヘブライ語版）　作曲：Nurit Hirsh[12][13]
- バン・バン（1974年）　作詞・作曲：Sonny Bono[14] c/w サンデー・モーニング
- 悲しみの橋を渡る時（1975年）作詞：Moshe Dor／作曲：Josef Hadar[15] c/w 古い歌をもう一度

### アルバム
- ヘドバとダビデ・ファースト（1971年）
- ヘドバとダビデ（1974年）
- 懐かしのヒット・パレード（1974年）
- イスラエルのこころ（1975年）